# Tysvær
Tysvær er en kommune i Rogaland fylke i Norge. Kommunen grænser i
nord til Sveio og Vindafjord og i vest til Karmøy og Haugesund. I Boknafjorden er det kort vej østpå til Suldal kommune og sydpå til Finnøy og Bokn.
Det største fjeld i kommunen er Lammenuten som er 631 meter over havet.
Tysvær kommune ligger centralt placeret på Haugalandet. Kommunecenteret Aksdal er kun 13 km syd-øst for Haugesund. Aksdal er et centralt trafikknudepunkt som knytter helårsvejen E 134 over Haukeli til Oslo og E 39, kystvejen mellem Stavanger og Bergen, sammen.
Kommunen er kendt for sine mange fjorde som skær gennem landskabet og for sin naturpragt med mange idyller. Her er 220 km. med kystlinje med afvekslende natur og velholdte kulturlandskaber.

Det dårlige jordbund i de ydre dele af kommunen var en af grundene til at den store udvandring startede fra Tysvær, med Cleng Peerson som rejste til Amerika og fandt nyt land. Det same landskab inspirerede og tryllebandt en af norges største kunstmalere, Lars Hertervig som er født på kommunens eneste beboede ø, Borgøy.

## Personer fra Tysvær
- Cleng Peerson († 1865), udvandrerpioner[1]
- Lars Hertervig, kunstmaler[2]